# Arytrurides inornata
Arytrurides inornata är en fjärilsart som beskrevs av Walker 1865. Arytrurides inornata ingår i släktet Arytrurides och familjen nattflyn. Inga underarter finns listade i Catalogue of Life.